# 米歇尔·松尼
米歇尔·松尼（法語：Michel Sogny，1947年11月21日—），出生于法国波城，是一位法国钢琴家、作曲家和匈牙利裔作家。他开发了一种新的钢琴教学方法。他的方法使许多各个年龄段的学生都喜欢练习这种乐器，因为如果在童年时期不教授钢琴演奏，通常被认为是无法实现的。

## 传
松尼就读于巴黎音乐师范学院，在Jules Gentil和Yvonne Desportes的指导下学习钢琴。他拥有心理学硕士学位、文学学士学位和哲学博士学位，他于 1974 年在Vladimir Jankélévitch的指导下在索邦大学完成了这些学位。 Michel Sogny 是SOS 人才基金会的创始人。
与Valéry Giscard d'Estaing和Franz Liszt的侄子 Blandine Ollivier de Prévaux 一起，Sogny 是 Franz Liszt 法国协会的创始成员之一。

## 钢琴教学法
松尼的钢琴教学法在巴黎和日内瓦的同名学校教授。自 1974 年以来，该方法已拥有超过 20,000 名追随者。
在他的学生中，Michelle Pari 26 岁开始学钢琴，经过几次的挫折，经过四年的工作，他取得了进步，使他能够在公共音乐会上表演.
1981 年，向参议院提交了一份书面请求，要求将 Michel Sonny 的学校扩大到整个法国。
松尼是钢琴教学作品的作者，在此基础上他创造了自己的创作方法。其中包括Prolégomènes à une Eidétique Musicale, Paralipomènes à une Eidétique Musicale და Études pour piano。他还创作了钢琴协奏曲作品：Furia、Triptyque、Entrevisions、Dérive、Hommage is Liszt、Aquaprisme、Réminiscentiel、Trois pièces dans le style hongrois、Deux udtudes de Concert，12首仅由右手演奏的作品，Reviviscence。他的作品由Tamar Beraia , Christian Shamoreli, Siprian Katsaris, Franz Klida, Eliso Bolkvadze, Anna Kipiani, Alexandra Masaleva, Jay Gottlieb, Laura Mykola, Francisco Nicholas, Iana Vasilieva, Ramzi Iasa, Alexander Sond 进行表奏。他还与格鲁吉亚钢琴家Eliso Bolkvadze一起组成了钢琴二重奏为了表奏Frents List的四首原本。不同的国家展示了该节目。